# Kodak HC-110
Kodak HC-110 var en högkoncentrerad framkallning för svart/vita filmer i olika format.
Normal spädning för framkallning var 1:98 och kunde användas i både dosa, tank, rull- och hängtransportmaskiner. Framkallningstiden var kort och kunde kortas betydligt om man spädde kemikalien mindre än rekommenderat. Framkallningsvätskan hade goda värmeegenskaper och var utmärkt val i rulltransportmaskiner av typen Kodak Versamat där framkallningstemperaturen kunde varieras från rumstemperatur upp till 65 °C. HC 110 var också populär bland pressfotografer under många år på grund av dess snabbhet i framkallningsprocessen och den var ypperlig om fotografen befann sig på resande fot då utrymmet i reselaboratoriet var ytterst begränsad. Kodak återkallade kemikalien i mitten på 1980-talet då det visade sig att den var oerhört giftig och att brukarna slarvade med säkerhetsföreskrifterna vid användandet och omhändertagandet av förbrukad vätska.